# Lasiosphaeria dactylina
Lasiosphaeria dactylina är en svampart som beskrevs av J. Webster 1987. Lasiosphaeria dactylina ingår i släktet Lasiosphaeria och familjen Lasiosphaeriaceae.  Arten är reproducerande i Sverige. Inga underarter finns listade i Catalogue of Life.